# Paul Barennes
Pour les articles homonymes, voir Barennes.
Paul Barennes, né le 8 janvier 1904 à Lectoure (Gers) et mort le 28 juillet 1965 à Meaux (Seine-et-Marne), est un homme politique français.

## Biographie
Paul Barennes est membre de la Résistance.
Il est maire de Meaux de 1944 à 1959,.
Il est le président de l'Association des maires du département.

## Détail des fonctions et des mandats

### Mandats locaux
- 28 août 1944 - 20 mars 1959 : Maire de Meaux
- 1955 - 1961 : Conseiller général du canton de Meaux

### Mandat parlementaire
- 2 janvier 1956 - 8 décembre 1958 : Député de Seine-et-Marne